# Eishockey-Gruppenliga 1962/63
Die Saison 1962/63 der Eishockey-Gruppenliga war die zweite Spielzeit dritthöchsten deutschen Eishockeyliga. Der Meister TSV Holzkirchen qualifizierte sich in den Relegationsspielen zur Oberliga gegen den Zweitliga-Letzten SC Ziegelwies für die Oberliga.
Da die Gruppenliga zur Saison 1963/64 auf jeweils sieben Mannschaften pro Gruppe aufgestockt wurde, gab es keinen Absteiger.

## Teilnehmer
Die Relegation zwischen Gruppenliga und Landesliga wurde erst zu Beginn der Saison 1962/63 nach dem Meldungen zur Liga ausgespielt. Im Norden zog sich der SC Brandenburg Berlin, Dritter der Gruppe Nord, aus der Liga zurück. Aufsteiger war der Altonaer SV. Im Süden zog sich der EV Pegnitz, Fünfter der Gruppenliga Süd, zurück. Der Meister der Landesliga Bayern, EV Rosenheim, stieg auf. Um den sechsten Platz in der Gruppe Süd spielten der Letzte des Vorjahres, ESV Herrsching, und der Meister der Landesliga Württemberg, der TEC Waldau:
- ESV Herrsching – TEC Waldau 13:2, 1:9

| Nord - Altonaer SV (Neuling) - BFC Preussen - EC Deilinghofen - Essener RSC - Hamburger SC - RESG Hannover | Süd - ESV Herrsching - TSV Holzkirchen - EV Pfronten - ERV Ravensburg - EV Rosenheim (Neuling) - SC Weßling |

### Modus
Die Vorrunde der Liga wurde zweigleisig ausgetragen, wobei beide Staffeln mit jeweils sechs Mannschaften starteten. Die Runde wurde in Form einer Einfachrunde ausgespielt, sodass jeder Verein jeweils ein Heim- und ein Auswärtsspiel gegen die übrigen Mannschaften seiner Gruppe bestritt. Die beiden Erstplatzierten der Gruppen spielten anschließend in der Endrunde den Meister und Teilnehmer an den Relegationsspielen zur Oberliga aus. Da die Liga zur Saison 1963/64 auf 14 Mannschaften aufgestockt wurde, gab es keinen sportlichen Absteiger.

## Vorrunde

### Nord
|    |                 | Sp | S  | U | N  | Tore    | Punkte |
| -- | --------------- | -- | -- | - | -- | ------- | ------ |
| 1. | EC Deilinghofen | 10 | 10 | 0 | 0  | 105:019 | 20:0   |
| 2. | RESG Hannover   | 10 | 07 | 0 | 03 | 072:028 | 14:06  |
| 3. | BFC Preussen    | 10 | 05 | 1 | 4  | 042:054 | 11:09  |
| 4. | Hamburger SC    | 10 | 04 | 0 | 06 | 044:703 | 08:12  |
| 5. | Essener RSC     | 10 | 02 | 1 | 07 | 032:065 | 05:15  |
| 6. | Altonaer SV     | 10 | 01 | 0 | 09 | 027:085 | 02:18  |

Abkürzungen: Sp = Spiele, S = Siege, U = Unentschieden, N = Niederlagen.

Erläuterungen: Endrunde

### Süd
|    |                 | Sp | S | U | N | Tore  | Punkte |
| -- | --------------- | -- | - | - | - | ----- | ------ |
| 1. | EV Rosenheim    | 10 | 8 | 0 | 2 | 51:27 | 16:04  |
| 2. | TSV Holzkirchen | 10 | 8 | 0 | 2 | 48:28 | 16:04  |
| 3. | SC Weßling      | 10 | 6 | 0 | 4 | 41:33 | 12:08  |
| 4. | ESV Herrsching  | 10 | 5 | 0 | 5 | 43:37 | 10:10  |
| 5. | EV Pfronten     | 10 | 2 | 0 | 8 | 23:51 | 04:16  |
| 6. | ERV Ravensburg  | 10 | 1 | 0 | 9 | 22:53 | 02:18  |

Abkürzungen: Sp = Spiele, S = Siege, U = Unentschieden, N = Niederlagen.

Erläuterungen: Endrunde

## Endrunde
|    |                 | Sp | S | U | N | Tore  | Punkte |
| -- | --------------- | -- | - | - | - | ----- | ------ |
| 1. | TSV Holzkirchen | 6  | 5 | 0 | 1 | 32:24 | 10:02  |
| 2. | RESG Hannover   | 6  | 3 | 1 | 2 | 28:29 | 07:05  |
| 3. | EC Deilinghofen | 6  | 3 | 0 | 3 | 28:22 | 06:06  |
| 4. | EV Rosenheim    | 6  | 0 | 1 | 5 | 27:40 | 01:11  |

Abkürzungen: Sp = Spiele, S = Siege, U = Unentschieden, N = Niederlagen.

Erläuterungen: Relegation zur Oberliga

## Qualifikation zur Gruppenliga
Für die Qualifikation zur Gruppenliga konnten sich die Meister der Landesligen melden.
Gruppe Nord
Nur Blau-Weiß Wickede, Meister der Landesliga Nordrhein-Westfalen, meldete für die Aufstiegsrunde und qualifizierte sich damit kampflos für die Gruppenliga 1963/64.
Gruppe Süd
Der Bayerische Meister Münchener EV sicherte sich gegen den Württembergischen Meister TEC Waldau den Aufstieg. Baden stellte keinen Teilnehmer. 
- TEC Waldau - Münchener EV 0:8, 2:10